# Даніш Григорій Якович
Даніш Григорій Якович (23 березня 1928, Бобровиця — 28 квітня 2015, Київ) — український медик, терапевт, кандидат медичних наук, асистент кафедри пропедевтики внутрішніх хвороб Київського медичного інституту ім. О. О. Богомольця, підполковник медичної служби, поет, учасник Другої світової війни.

## Родина
Батько — Даніш Яків Якович (3.01.1899-28.12.1943, с. Володькова Дівиця Чернігівської обл.), агроном, загинув у Другій світовій війні, похований в с. Почуйки Житомирської області.
Мати — Даніш (Костюк) Оксана Тимофіївна (16.01.1904-28.11.1999, с. Володькова Дівиця Чернігівської обл.)
Дружина — Даніш (Хвіст) Анастасія Іванівна (22.05.1927-25.09.1990, с. Володькова Дівиця Чернігівської обл.), вчитель української мови та літератури.
Донька — Даніш Тетяна Григорівна (16 липня 1954) — лікар, викладач вищої категорії Київського міського медичного коледжу, медичний журналіст.

## Біографія
Народився на Чернігівщині, в м. Бобровиця.
У 1954 році закінчив військовий факультет Харківського медичного інституту.
Працював асистентом кафедри пропедевтики внутрішніх хвороб Київського медичного інституту ім. О. О. Богомольця. Пізніше — лікарем в Носівській районній лікарні.

## Наукова діяльність
Напрями наукових досліджень: проблеми ревматології, ендокринології, кардіології, зокрема вивчення ролі порушень обміну речовин, серцево-судинних пошкоджень при ендокардиті, цукровому діабеті.
Навчався у клінічній ординатурі на кафедрі пропедевтики внутрішніх хвороб Київського медичного інституту ім. О. О. Богомольця. Захистив кандидатську дисертацію.
1958 року в державному медичному видавництві УРСР (м. Київ) під редакцією Примака Ф. Я. вийшла друком монографія «Ревматизм, його наслідки, запобіжні заходи і лікування». У 1971 р уклав методичний посібник зі складання історії хвороби в пропедевтиці терапевтичної клініки. Брав участь в роботі наукових конференцій, з'їздів.
Автор наукових і навчально-методичних праць.

### Основні праці
1. Порушення ліпоїдного обміну і атеросклеротичні зміни при ендоміокардитах. Вр дело № 10, с. 17-20;
2. Клінічні прояви порушення гематопаренхіматозного бар'єру при ендокардитах. Вр дело № 6, 1962, с. 62-66;
3. Клініко-морфологічні прояви судинної патології при ендокардитах — в співавторстві з М. М. Соколовою. Вр дело № 10, 1968, с. 61-64;
4. Лімфоцитарна реакція, глобуліни сироватки крові та недоокиснені продукти при ендоміокардитах. Вр дело № 8, 1970, с. 76-78;
5. Основні прояви серцево-судинних порушень в термінальній стадії цукрового діабету. Вр дело № 3, 1974, с. 53-56.

## Творча спадщина
Григорій Даніш — автор 3 збірок віршів, українською та російською мовами. Його вірші публікувалися в літературних часописах.
Перша збірка лірики — «Обійстя» (2008) — книга про воєнні часи, випробування, які випали на долю нашого народу і автора, про захоплення рідною природою, чистоту інтимних почуттів. В інших збірках промовистою є громадянська позиція, закоханість в життя, трапляються пейзажні мініатюри, теплі і дотепні вірші для найменших читачів.

### Основні видання творів
- Обійстя — К. : Бізнесполіграф, 2008, 104 с.
- Сміялося і плакало життя — К. : Бізнесполіграф, 2008, 88 с.
- Страницы дневника — К. : Бізнесполіграф, 2011, 150 с.